# جورج دي ساليس
جورج دي ساليس (بالإنجليزية: George De Salis)‏ هو سياسي أسترالي، ولد في 1851 في أستراليا، وتوفي في 30 ديسمبر 1931 في نفس البلد. انتخب عضو الجمعية التشريعية نيو ساوث ويلز (1882 – 1885).